# شهرستان پولک (ویسکانسین)
شهرستان پولک، ویسکانسین (به انگلیسی: Polk County, Wisconsin) یک سکونتگاه مسکونی در ایالات متحده آمریکا است که در ویسکانسین واقع شده‌است.

## خصوصیات
شهرستان پولک ۲٬۴۷۶٫۰۴ کیلومترمربع مساحت دارد.